# Caractère (mathématiques)
Pour les articles homonymes, voir Caractère.
En mathématiques, un caractère est une notion associée à la théorie des groupes.
Un caractère sur un groupe G est un morphisme de G dans le groupe multiplicatif K* d'un corps commutatif K.
Les caractères permettent une généralisation de l'analyse harmonique à de nombreux groupes.

## Définitions
Un caractère complexe d'un groupe G est un morphisme de G dans le groupe multiplicatif ℂ* des complexes non nuls.
Il correspond à un cas particulier de représentation, celle complexe de degré 1.
Par exemple, un « caractère de Dirichlet modulo n » est un caractère du groupe fini (ℤ/nℤ)×.

Le groupe dual de G est l'ensemble des caractères du groupe, muni de la multiplication des fonctions. Il est naturellement isomorphe au groupe dual de l'abélianisé de G.
Si le groupe G est topologique, alors un caractère est par définition continu, si G est un groupe de Lie, alors un caractère est différentiable.
La notion de  caractère se généralise aux structures d'algèbres (i.e. un espace vectoriel muni d'une structure d'anneau).

Un caractère sur une K-algèbre A est un morphisme d'algèbres de A dans K.
Dans le cas où l'algèbre est l'algèbre d'un groupe, les deux notions sont équivalentes.

Un caractère d'une représentation est une notion associée aux représentations d'un groupe, elle correspond à la trace de l'image d'un élément du groupe par la représentation.

## Théorème d'indépendance deDedekind
Pour tout corps commutatif K, les caractères d'un groupe G à valeurs dans K* sont K-linéairement indépendants,. Il en est de même, plus généralement, pour les caractères d'un monoïde G, c'est-à-dire les morphismes de monoïdes de G dans (K, ×).
En particulier pour tous corps commutatifs k et K, les plongements de k dans K sont K-linéairement indépendants.

## Groupe fini

### Structure du groupe dual
Dans le cas d'un groupe fini, le groupe dual est aussi fini. Il s'identifie aux caractères de l'algèbre du groupe complexe associé et forme une famille orthogonale incluse dans le centre de l'algèbre.
Si le groupe est de plus abélien, alors le groupe dual est isomorphe à G, les caractères forment alors une base orthonormale de l'algèbre.

### Analyse harmonique sur un groupe abélien fini
Dans le contexte d'un groupe abélien fini, la théorie de l'analyse harmonique est relativement simple à établir. La transformée de Fourier correspond à une somme finie et le groupe dual est isomorphe à G.
En conséquence, les résultats classiques comme l'égalité de Parseval, le théorème de Plancherel ou la formule sommatoire de Poisson s'appliquent.

## Dualité de Pontriaguine
L'objectif de la théorie de la dualité de Pontriaguine est la généralisation de l'analyse harmonique au cas où le groupe est abélien et localement compact.
Associée à la  mesure de Haar introduite par John von Neumann, André Weil et d'autres, elle permet d'établir les principaux résultats associés à la transformée de Fourier.